# Herkuleskäfer

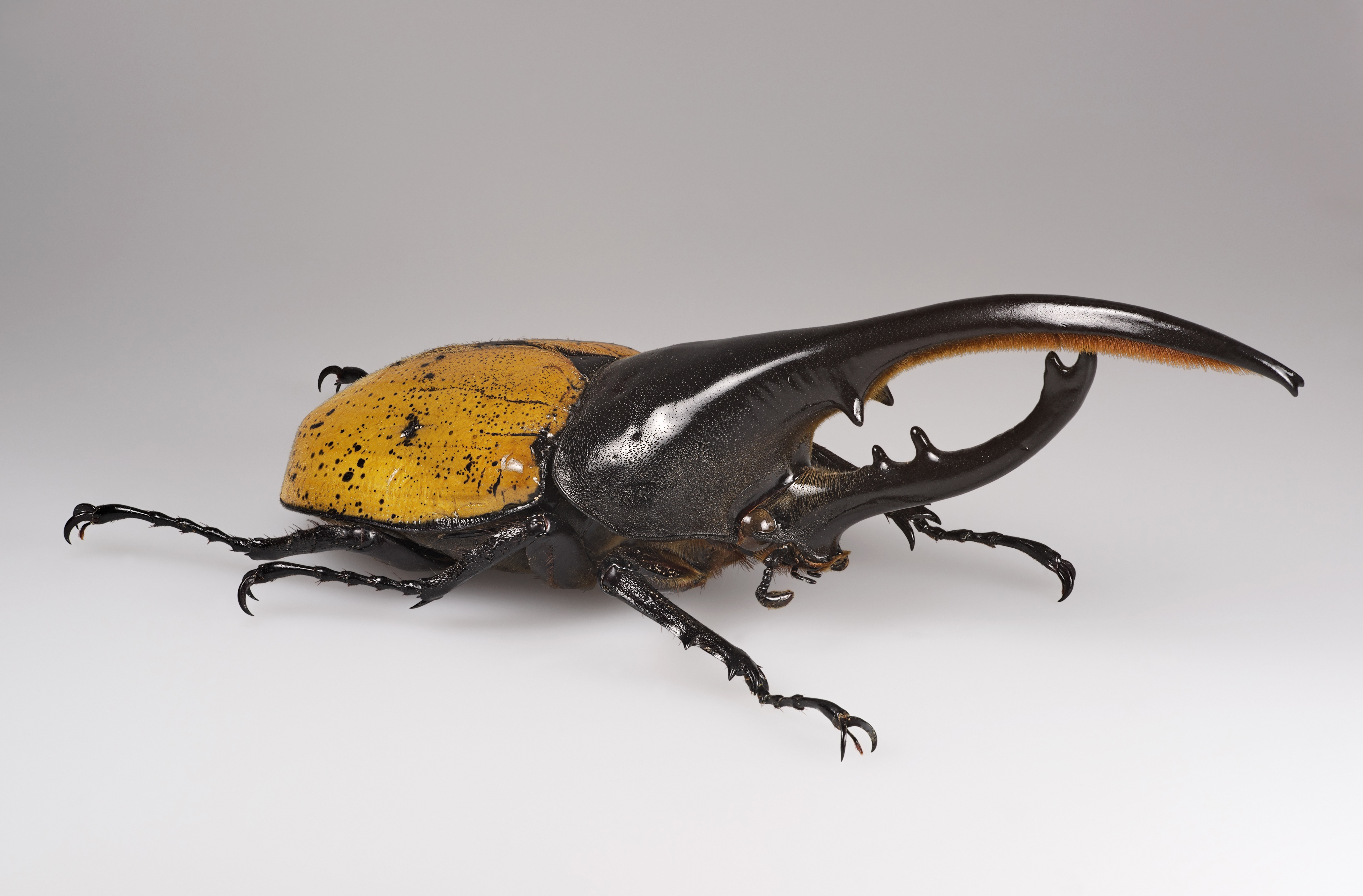
Dynastes hercules ecuatorianus, Männchen

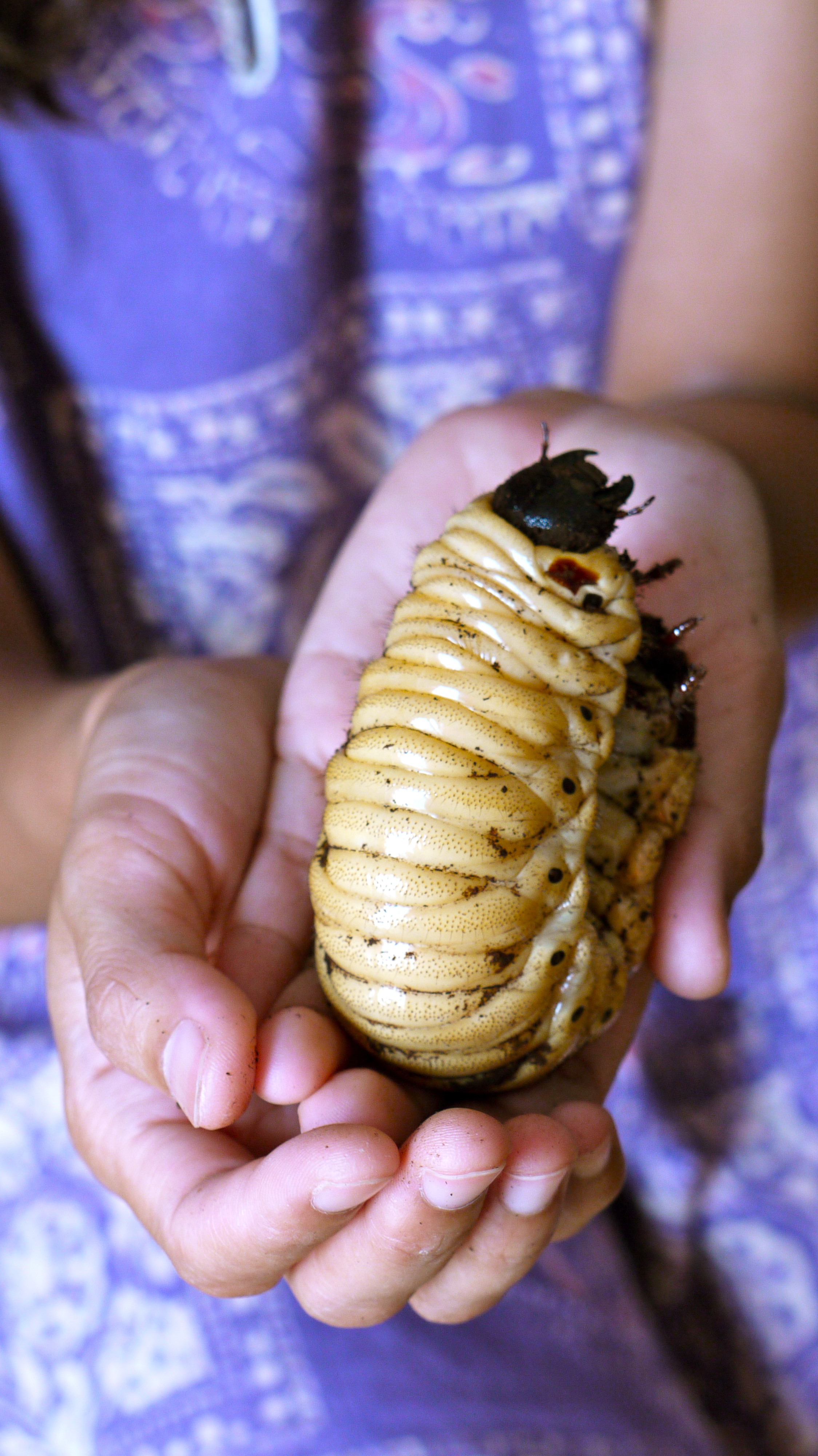
Larve des Herkuleskäfers

Der Herkuleskäfer (Dynastes hercules) ist eine Art aus der Familie der Blatthornkäfer. Er ist zusammen mit dem Riesenbockkäfer der größte Käfer weltweit und alleinig der längste Käfer der Welt.

## Merkmale
Der Herkuleskäfer erreicht eine Körperlänge von bis zu 17 Zentimetern (gemessen mit Horn) und eine Flügelspannweite von 22 Zentimetern. Die Männchen besitzen oliv- bis gelbbraune Flügeldecken mit kleinen dunklen Flecken. Kopf und Thorax sind schwarzbraun gefärbt. Die Männchen tragen am Pronotum ein langes, nach vorn gerichtetes Horn variabler Länge, das länger als Thorax und Abdomen zusammen sein kann. Nahe der Basis des Horns sitzen zwei seitlich nach unten weisende Zähne, zur Spitze hin ist es auf der Unterseite abstehend fuchsrot behaart. Der Kopfschild (Clypeus) trägt ein weiteres, etwas kürzeres Horn, an dessen Oberkante eine Reihe Zähne stehen, deren Anzahl individuell variabel ist; beide Hörner bilden zusammen eine zangenartige Struktur. Die Weibchen sind am ganzen Körper schwarzbraun gefärbt, die Oberseite einschließlich des Pronotum ist mit kurzen Haaren übersät, beide Geschlechter sind entlang der Flügeldeckennaht in einem Streifen abstehend rot behaart. Die Fühler sind bei beiden Geschlechtern sehr kurz und tragen die übliche Blätterkeule der Scarabaeidae.
Durch ein schwammartiges Gewebe in der Kutikula ändert sich die Farbe der Flügeldecken männlicher Herkuleskäfer je nach Luftfeuchte von grünlich nach schwarz und zurück.

## Verbreitung
Die Käfer sind in mehreren Unterarten in der nördlichen Hälfte Südamerikas und in Mittelamerika verbreitet, wo sie Regenwälder bewohnen. Das Verbreitungsgebiet reicht von Zentralmexiko südwärts, in Südamerika östlich und westlich der Anden, südlich bis Bolivien. Abseits davon liegen Beobachtungen aus dem atlantischen Brasilien und von den Kleinen Antillen vor.

## Biologie
Die bis 20 Zentimeter langen und 100 Gramm schweren Larven leben in moderndem Holz, von dem sie sich ernähren. Larvenbeobachtungen liegen vor aus teilzersetzten Stämmen von Licania ternatensis Hook.f (Chrysobalanaceae), Amanoa caribaea Krug & Urb (Euphorbiaceae) und Inga ingoides (L.C. Rich.) Willd. (Fabaceae). Imagines sollen in Ecuador an Stämme von Miconia-Arten gebunden sein, von deren Rinde sie sich möglicherweise ernähren. Die Entwicklungsdauer der Larven beträgt ca. 570 bis 630 Tage, die Lebensdauer der Imagines ca. 75 Tage.
Die markanten Kopfhörner dienen den Männchen als Waffen beim Kampf um Weibchen. Die Männchen können stridulieren, indem sie das Hinterende der Flügeldecken über eine raue Platte des Abdomens reiben. So fordern sie Rivalen heraus. Nimmt ein Rivale die Herausforderung an, versetzen sich die Tiere Rammstöße mit den Hörnern. Wie bei vielen Blatthornkäfern existieren außerdem weibchenförmige Männchen ohne Hörner. Diese versuchen, zur Kopula zu kommen, indem sie sich zu den Weibchen begeben, während die Kontrahenten kämpfen.
Die Käfer wurden vor allem mittels Lichtfallen in regnerischen oder nebligen Nächten während der Regenzeit nachgewiesen.

## Kommerzielle Bedeutung
Wildfänge der Käfer werden an Sammler und Raritätenliebhaber verkauft. Diese sind fast ausschließlich an den auffallenden Männchen interessiert, deren ökonomischer Wert von der Länge der Hörner abhängt. Individuen mit Längen bis 12 Zentimeter wurden in Ecuador für 15 Dollar, solche mit 15 Zentimeter für 40 Dollar verkauft. Die Käfer werden heute weltweit gezüchtet und in Terrarien gehalten. Das Zentrum der Zuchten liegt im ostasiatischen Raum, wo regelrechte Turniere mit Messung der Hornlängen veranstaltet werden.
Die Art ist in den Roten Listen des IUCN seit 1996 nicht mehr aufgeführt, war aber in den Versionen von 1990 und 1994 mit drei Unterarten vertreten.

## Taxonomie
In der Literatur finden sich folgende Synonyme:
- Scarabaeus hercules Linnaeus, 1758
- Scarabaeus oculatus Scopoli, 1772

## Unterarten
Im Folgenden die bekannten Unterarten:
- Dynastes hercules baudrii Pinchon, 1976 – Männchen: 50–100 mm, Weibchen: 45~55 mm
- Dynastes hercules bleuzeni Silvestre & Dechambre, 1995 – Männchen: 55~155 mm, Weibchen: 45~75 mm
- Dynastes hercules ecuatorianus Ohaus, 1913 – Männchen: 55~165 mm, Weibchen: 50~80 mm
- Dynastes hercules hercules (Linnaeus, 1753) –  Männchen: 45~178 mm, Weibchen: 50~80 mm
- Dynastes hercules lichyi Lachaume, 1985 – Männchen: 55~170 mm, Weibchen: 50~80 mm; Venezuela
- Dynastes hercules morishimai Nagai, 2002 – Männchen: 55~140 mm, Weibchen: 50~75 mm
- Dynastes hercules occidentalis Lachaume, 1985 – Männchen: 55~145 mm, Weibchen: 50~80 mm; Kolumbien
- Dynastes hercules paschoali Grossi & Arnaud, 1993 – Männchen: 55~140 mm, Weibchen: 50~70 mm
- Dynastes hercules reidi Chalumeau, 1977 – Männchen: 50~110 mm, Weibchen: 50~65 mm
- Dynastes hercules septentrionalis Lachaume, 1985 – Männchen: 55~150 mm, Weibchen: 50~75 mm
- Dynastes hercules takakuwai Nagai, 2002 – Männchen: 55~140 mm, Weibchen: 50~75 mm
- Dynastes hercules trinidadensis Chalumeau & Reid, 1995 – Männchen, 55~140 mm, Weibchen: 50~75 mm
- Dynastes hercules tuxtlaensis Moron, 1993 – Männchen: 55~110 mm, Weibchen: 50~65 mm